# Wolfgang Liebeneiner
Wolfgang Georg Louis Liebeneiner, né le 6 octobre 1905 à Liebau en province de Silésie et mort le 28 novembre 1987 à Vienne (Autriche), est un acteur et réalisateur de cinéma allemand puis ouest-allemand.

## Biographie
Fils d'un industriel du textile, Wolfgang Liebeneiner fait des études d'histoire, de lettres et de philosophie pour s'orienter ensuite vers des études de théâtre à Munich. Il est engagé en janvier 1928 au Kammerspiele de Munich par Otto Falckenberg à la régie, et joue aussi dans des pièces remarquées, comme L'Éveil du printemps de Frank Wedekind.
Il joue son premier rôle au cinéma en 1931 dans Die andere Seite (L'Autre côté), où il interprète un lieutenant anglais. Il est abonné aux rôles de jeunes premiers tragiques. En 1936, il devient membre de la troupe du Staatstheater de Prusse de Berlin (aujourd'hui le Schauspielhaus) et en 1938 il est directeur artistique à l'Académie allemande de film de Babelsberg. Les études dans cette université du cinéma duraient quatre semestres et étaient sanctionnées à la fin par la production d'un film. Il entre dans les structures officielles de l'industrie du cinéma allemand et reçoit donc les autorisations nécessaires pour tourner des films comme Bismarck sur la vie du chancelier de fer. Il tourne en 1941 un film de propagande en faveur de l'euthanasie, que prône et pratique le régime nazi, Suis-je un assassin ?, et en 1942 L'Abdication, qui met à nouveau Bismarck en scène.
Wolfgang Liebeneiner est directeur de la production à la UFA à partir de 1942 et fait partie des circuits officiels contrôlés par le pouvoir. Il reprend après la guerre à l'automne 1945 son poste de directeur de théâtre et tourne deux ans après son film à succès Liebe 47. Dix ans plus tard son film La Famille Trapp (1956) sera loué par la critique et repris par Hollywood comme thème de La Mélodie du bonheur avec Julie Andrews. Il dirige la réalisation d'un ou deux films par an dans les décennies 1950 et 1960 et tourne jusqu'à la fin des années 1970.
Il se marie en 1934 avec l'actrice Ruth Hellberg et en 1944 avec Hilde Krahl qui lui donne une fille Johanna Liebeneiner, elle aussi actrice.

## Filmographie

### Acteur
- 1931 : Die andere Seite de Heinz Paul
- 1933 : Die schönen Tage von Aranjuez, de Johannes Meyer
- 1933 : Liebelei, de Max Ophüls : Fritz
- 1934 : Musique dans le sang (en) (Musik im Blut) de Erich Waschneck
- 1934 : Réjouissez-vous de la vie (de) (Freut Euch des Lebens) de Hans Steinhoff
- 1934 : Que suis-je sans toi ? (en) (Was bin ich ohne Dich) de Arthur Maria Rabenalt
- 1935 : Azew, le lanceur de bombes (en) (Lockspitzel Asew) de Phil Jutzi
- 1935 : Nuits du Danube bleu (de) (Eine Nacht an der Donau) de Carl Boese
- 1935 : Amours d'artiste (en) (Künstlerliebe) de Fritz Wendhausen
- 1935 : Feu Son Excellence (en) (Die selige Exzellenz) de Hans H. Zerlett
- 1935 : Carmen blonde (en) (Die blonde Carmen) de Victor Janson
- 1936 : Das Schönheitsfleckchen, de Carl Froelich, avec Lil Dagover et W. Liebeneiner (court métrage adapté de La Mouche d'Alfred de Musset, première fiction allemande en couleurs)[1]
- 1941 : Le Musicien errant (Friedemann Bach) de Traugott Müller

### Réalisateur
- 1937 : La Folle imposture (en) (Versprich mir nichts!)
- 1937 : Un mari modèle (de) (Der Mustergatte)
- 1938 : Toi et Moi (de) (Du und ich)
- 1938 : Yvette (en)
- 1939 : Objectif dans les nuages (Ziel in den Wolken)
- 1939 : Le Chapeau florentin (Der Florentiner Hut)
- 1940 : Bismarck
- 1941 : Suis-je un assassin ? (Ich klage an)
- 1941 : La Double Vie de Lena Menzel (de) (Das andere Ich)
- 1942 : L'Abdication (Die Entlassung)
- 1943 : Le Chant de la métropole (Großstadtmelodie)
- 1949 : Liebe 47
- 1950 : Soucis d'amour (de) (Wenn eine Frau liebt)
- 1950 : Ma nièce Suzanne (de) (Meine Nichte Susanne)
- 1951 : Possédée du diable (Der Weibsteufel)
- 1951 : Der blaue Stern des Südens (de)
- 1952 : Vienne, premier avril an 2000 (1. April 2000)
- 1953 : Plus fort que le destin (de) (Die Stärkere)
- 1953 : Et le cœur danse (de) (Das tanzende Herz)
- 1954 : Éternel Amour (Und ewig bleibt die Liebe)
- 1954 : La Belle Meunière (de) (Die schöne Müllerin)
- 1954 : Boulevard des plaisirs (de) (Auf der Reeperbahn nachts um halb eins)
- 1955 : Un vilain petit canard (Ich war ein häßliches Mädchen)
- 1955 : Congé sur parole (de) (Urlaub auf Ehrenwort)
- 1955 : Mensonge blanc (de) (Die heilige Lüge)
- 1956 : La Famille Trapp (Die Trapp-Familie)
- 1956 : L'Emprise de la forêt (Waldwinter)
- 1957 : La Reine Louise (Königin Luise)
- 1957 : Au revoir Franziska (Auf Wiedersehen, Franziska!)
- 1957 : Lorsque le jour se lève (de) (Immer wenn der Tag beginnt)
- 1958 : L'Ange de Sibérie (de) (Taiga)
- 1958 : Sebastian Kneipp (de) (Sebastian Kneipp – Ein großes Leben)
- 1958 : La Famille Trapp en Amérique (de) (Die Trapp-Familie in Amerika)
- 1959 :  Jacqueline (de)
- 1959 : Fille du pharmacien (de) (Meine Tochter Patricia)
- 1960 : Une femme pour toute la vie (de) (Eine Frau fürs ganze Leben)
- 1960 : Brigitte et les Hommes (de) (Ich heirate Herrn Direktor)
- 1960 : Accord final (de) (Schlußakkord)
- 1960 : Ingeborg
- 1961 : Le Dernier Chapitre (de) (Das letzte Kapitel)
- 1964 : L'Âge ingrat de Chveik (de) (Schwejks Flegeljahre)
- 1964 : Bravo Bambina ! (de) (Jetzt dreht die Welt sich nur um dich)
- 1966 : L'Île au trésor (de) (Die Schatzinsel) (feuilleton TV)
- 1968 : La Mort de Joe l'Indien (ro) (Moartea lui Joe Indianul), coréalisé avec Mihai Iacob (ro)
- 1968 : Les Aventures de Tom Sawyer (de) (Tom Sawyers und Huckleberry Finns Abenteuer) (feuilleton TV)
- 1969 : Au clair de la lune mon ami Gaylord (de) (Wenn süß das Mondlicht auf den Hügeln schläft)
- 1977 : Das chinesische Wunder
- 1979 : Götz von Berlichingen mit der eisernen Hand (de) (Götz von Berlichingen mit der eisernen Hand)